# Восточнокарибский креольский язык
Восточнокарибский креольский язык (Leeward Caribbean Creole English, Southern Eastern Caribbean Creole English) — креольский язык на английской основе, основной язык значительной части населения Малых Антильских островов и Гайаны.
Восточнокарибский креольский язык не представляет собой монолитного языка, но представлен несколькими разновидностями.
Выделяются следующие разновидности:
- северно-мало-антильское наречие:
  - ангильский диалект (Anguillan Creole) — Ангилья
  - антигуанский диалект (Antiguan Creole) — Антигуа и Барбуда
  - монтсерратский диалект (Montserrat Creole) — Монтсеррат
  - сент-китсский диалект (Saint Kitts Creole) — Сент-Китс и Невис
  - сен-мартенский диалект (Saint Martin Creole) — Сен-Мартен (обе части)
  - доминикский диалект (Kokoy Creole English) — Доминика
  - виргинский диалект (Virgin Islands Creole English) — Виргинские острова
- южно-мало-антильское наречие
  - барбадосский диалект (баджан, Bajan) — Барбадос
  - гренадский диалект (Grenadian Creole English) — Гренада
  - сент-винсентский диалект (Vincentian Creole English) — Сент-Винсент и Гренадины
  - тобагский диалект (Tobagonian Creole English) — Тобаго
  - тринидадский диалект (Trinidadian Creole English) — Тринидад
- гайанское наречие (Guyanese Creole English) — Гайана